# برونیسواف کاموروفسکی
برونیسواف ماریا کاموروفسکی (لهستانی: Bronisław Maria Komorowski؛ ‏ [brɔˈɲiswaf kɔmɔˈrɔfskʲi] ()؛ ‏ زاده ۴ ژوئن ۱۹۵۲) سیاست‌مدار و رئیس‌جمهور سابق لهستان است.
وی قبل از این به عنوان سخنگوی پارلمان بعد از مرگ لخ کاچینسکی در سال ۲۰۱۰ قدرت و اختیارات رئیس دولت را داشته‌است.

## نگارخانه

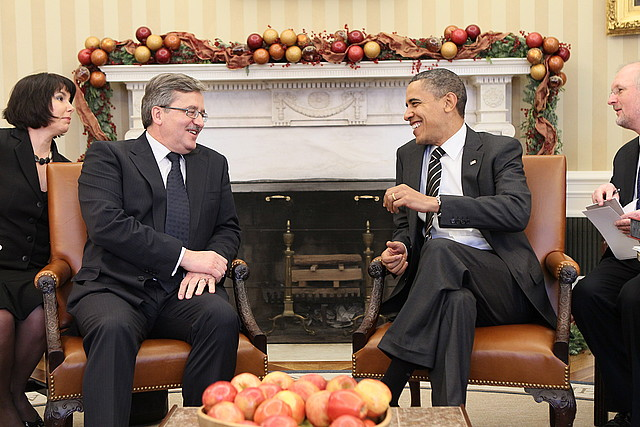
برونیسواف کاموروفسکی و باراک اوباما (Washington)
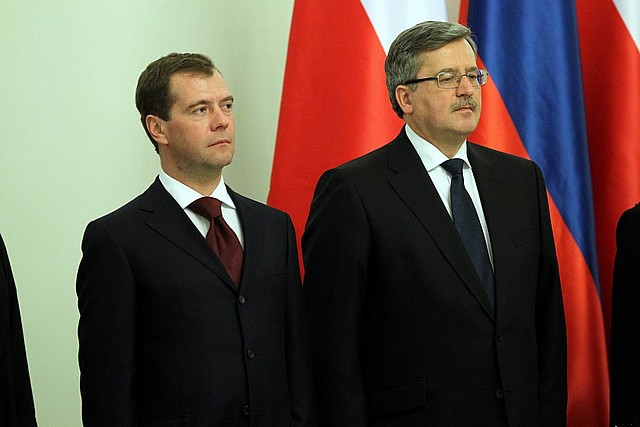
برونیسواف کاموروفسکی و دمیتری مدودف
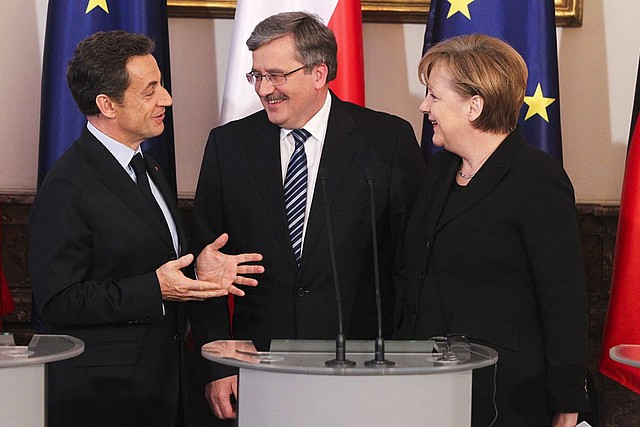
برونیسواف کاموروفسکی و آنگلا مرکل و نیکولا سارکوزی
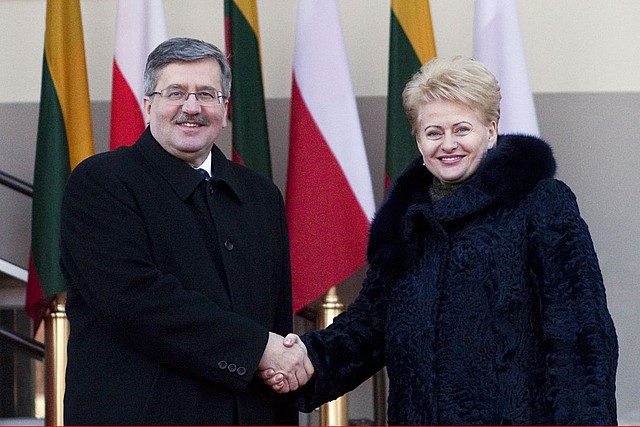
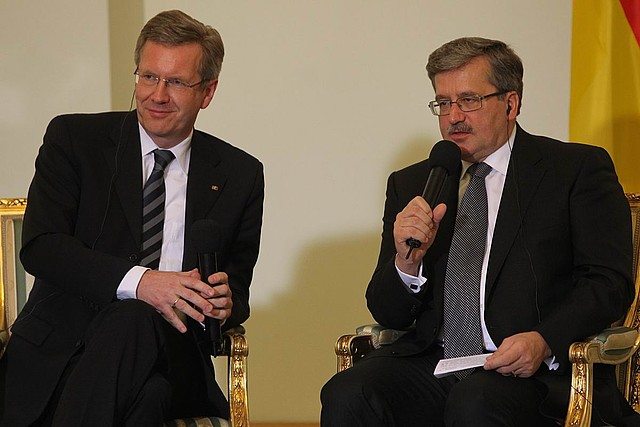
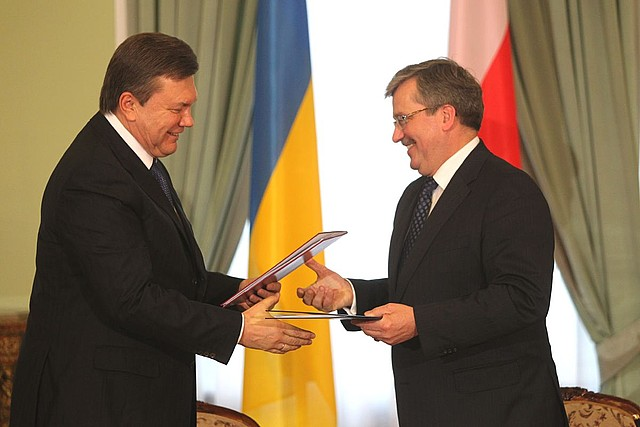
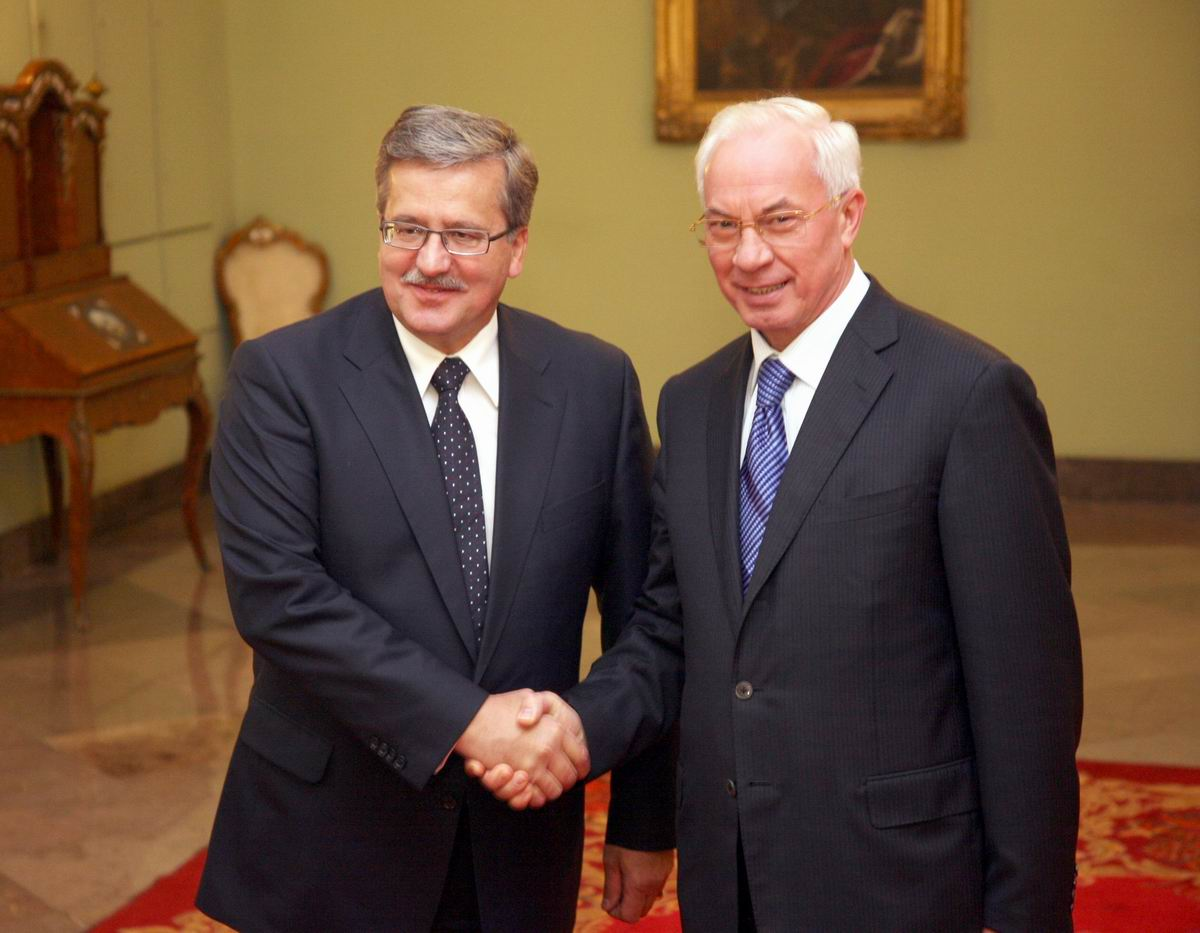
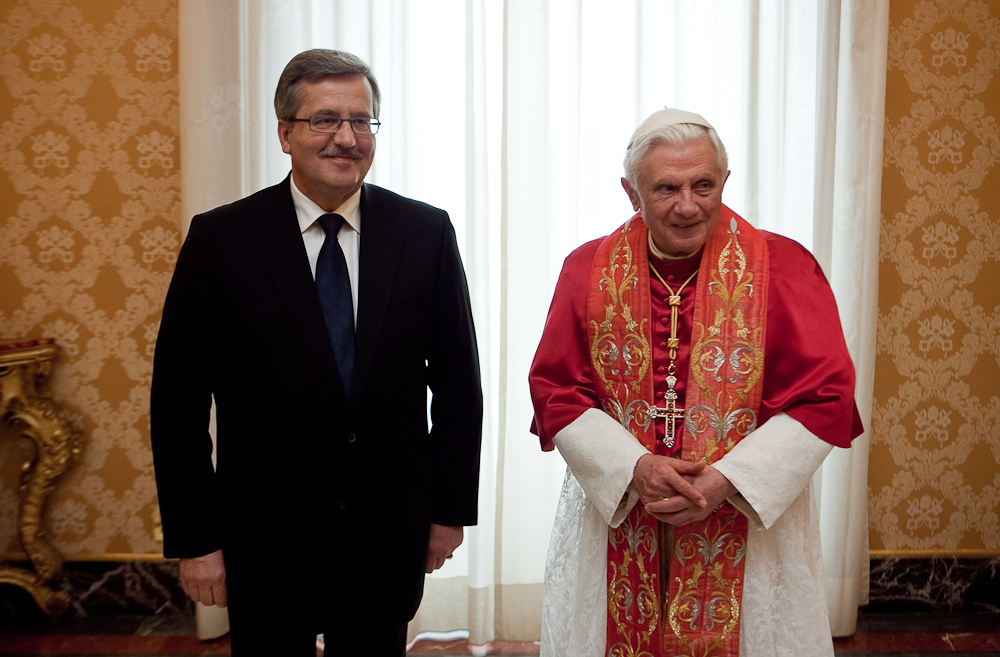
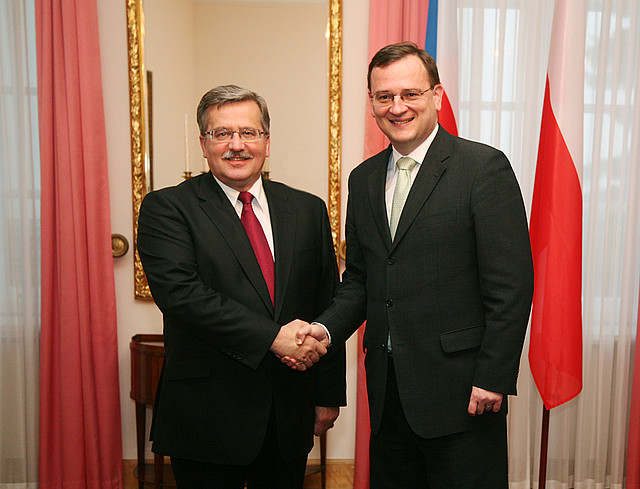
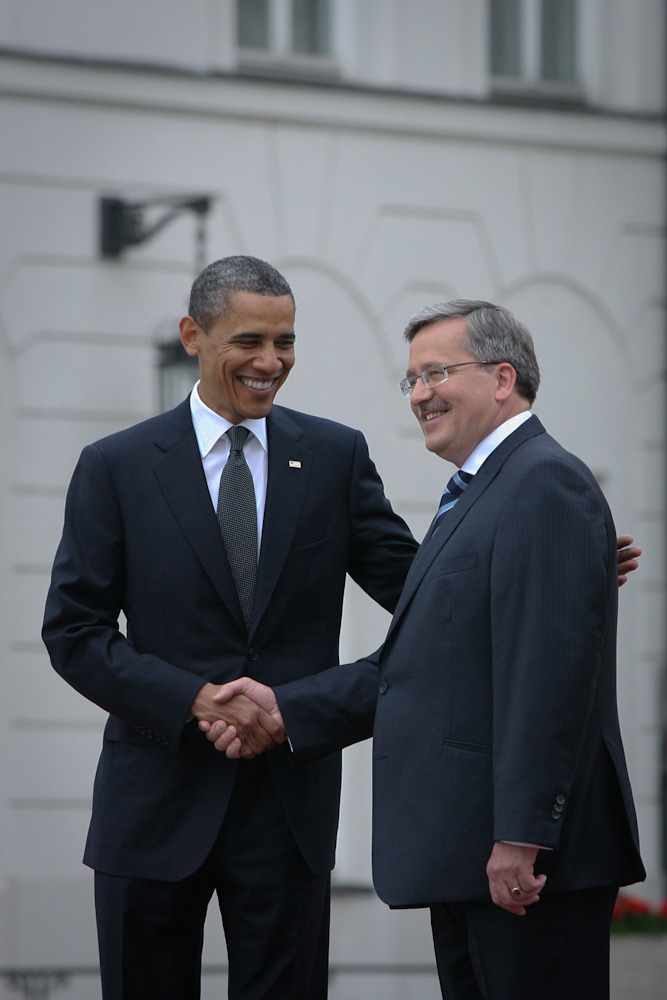
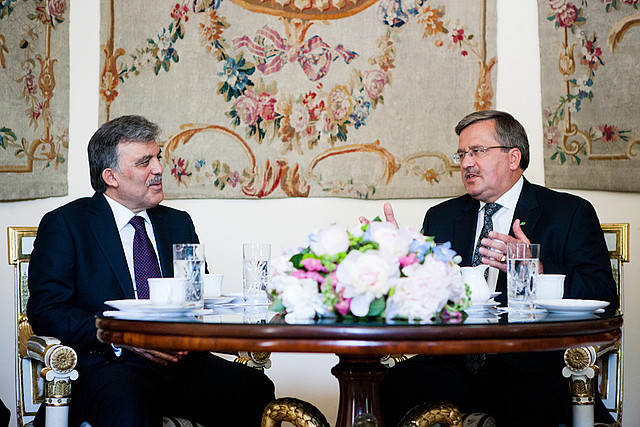